# Giuseppe Marello

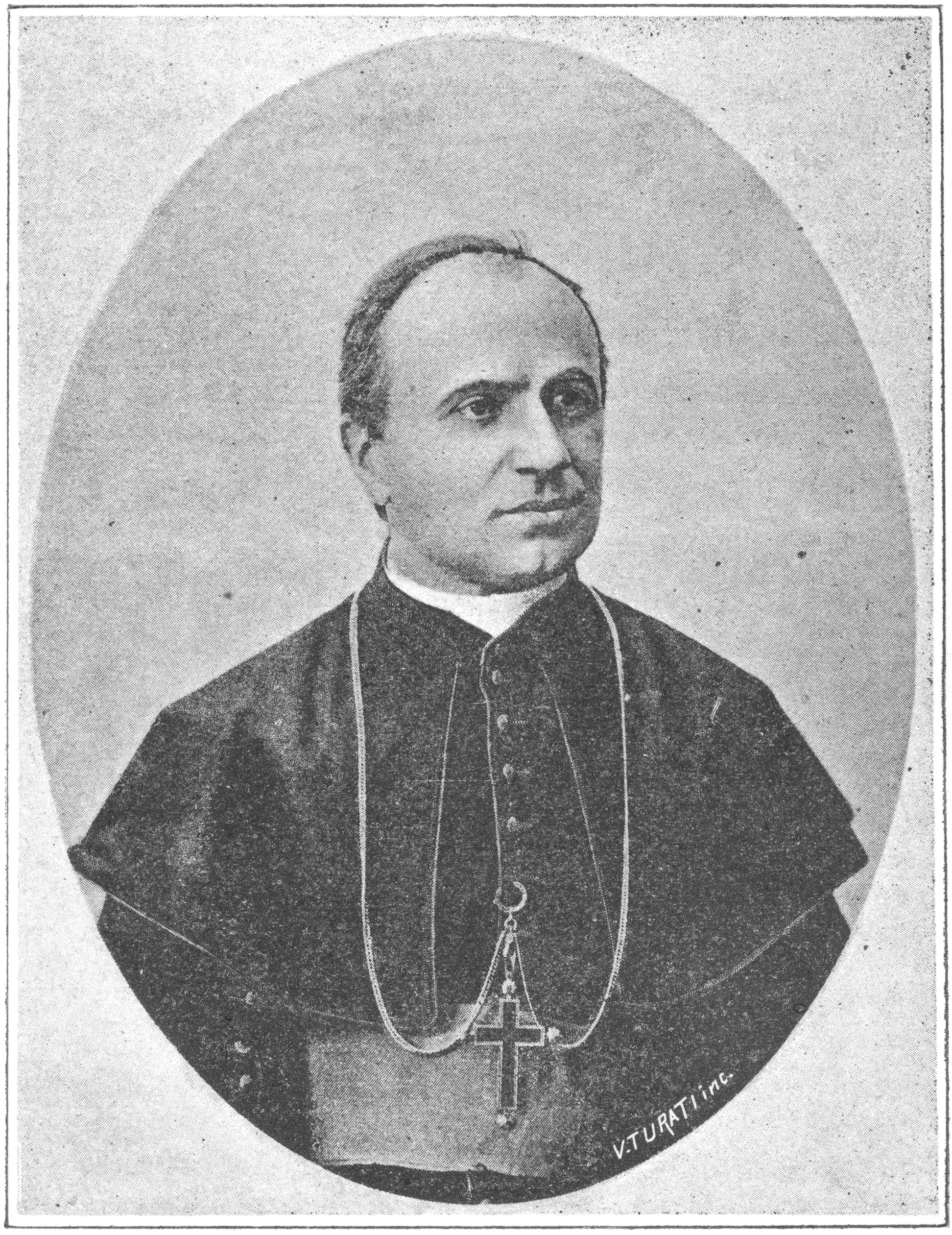
Giuseppe Marello

Giuseppe Marello (deutsch: Joseph Marello; * 26. Dezember 1844 in Turin, Italien; † 30. Mai 1895 in Savona, Italien) war Bischof von Acqui. Er wird in der römisch-katholischen Kirche als Heiliger verehrt.

## Leben
Giuseppe Marello erkrankte 1863 lebensgefährlich an Typhus. Er gelobte, Priester zu werden, sollte er überleben. Er überlebte und schrieb seine Rettung der Consolatrix afflictorum zu. 1868 empfing er die Priesterweihe. Danach war er als Sekretär von Carlo Savio, dem Bischof von Asti, tätig. Zusammen mit diesem nahm er am Ersten Vatikanischen Konzil teil. 1878 gründete er die Kongregation der Oblaten des heiligen Joseph, die sich um Bedürftige und die Erziehung der Jugend kümmern. Morello wurde 1889 zum Bischof von Acqui ernannt.

## Seligsprechung und Heiligsprechung
Giuseppe Marello wurde von Papst Johannes Paul II. 1993 selig- und 2001 heiliggesprochen.
Die römische Kirche San Giuseppe all’Aurelio ist ihm gewidmet.